# Theodore Caldwell Janeway
Theodore Caldwell Janeway (Nueva York, 2 de noviembre de 1872 - Baltimore, 27 de diciembre de 1917) fue un médico, profesor e investigador estadounidense.
Su padres fueron el doctor Edward Gamaliel Janeway, quien ejerció una profunda influencia en la vida de su hijo, y Frances Strong Rogers Janeway, la hija de un ministro. Entró en el Sheffield Scientific School de Yale con dieciséis años, en esta institución recibiría la influencia de Russell Henry Chittenden, su profesor de Química fisiológica y de quien provendría su interés por los desórdenes metabólicos. Se graduaría en 1892, para ingresar en el College of Physicians and Surgeons de la Universidad de Columbia, en donde obtuvo el título de doctor en Medicina en 1895. En 1904, publicaría The Clinical Study of Blood Pressure. En 1914 obtendría la cátedra de Medicina en la Universidad de Johns Hopkins, sin embargo problemas económicos le harían abandonar esta para empezar a trabajar en el Ejército estadounidense y en la medicina privada. Realizó estudios sobre la hipertensión.